# Палинка
Палинка е традиционна плодова спиртна напитка, популярна в страните от Централна Европа. Произлиза от Унгария, като според законодателството на Европейския съюз унгарските производители притежават национални права върху палинката като марка. Методът на приготвяне е аналогичен с този на ракията, като най-често се използват грозде, слива, круша, ябълка и череша. Палинката е част от кухнята на Австрия и Румъния. В Чехия, Полша и Словакия напитката се нарича паленка.
Производна напитка на палинката е торколипалинката, която има подобно джибри.

## История
Думата „палинка“ произлиза от славянския корен „палити“. На унгарски език думата „тотпалинка“ (славянска палинка) описва напитките на житна основа.
Първите сведения за палинката датира от XIV век по времето на крал Карл Роберт, като напитката е била използвана като лекарство против артрит. Масовото производство на напитката започва към края на XVIII век, а скоро са въведени и данъци върху палинката. По това време се разпространява нелегалното домашно производство за лична употреба.
Към 1850 г. производството става държавен монопол. През 1920 г. на територията на Унгария съществуват 260 фабрики за палинка, а към 70-те години на XX век те нарастват на над 1000.
Традиционно палинката е силно алкохолна с алкохолно съдържание между 40 и 70%. Обикновено се сервира на температура между 18° и 20 °C.

## Разновидности
1. Kisüsti (котел) – Палинка, произведена с двойно запичане в котел с обем не повече от 1000 литра.
2. Érlelt (отлежала) – Палинка, отлежала в дървени бъчви не повече от 3 месеца, или 6 месеца в бъчви с обем повече от 1000 литра
3. Ó (стара) – отлежала в дървени бъчви 1 година, или 2 години в бъчви с обем повече от 1000 литра
4. Ágyas („на ложе“) – отлежала палинка, която се поднася с асортимент от плодовете, които са направени
5. Барацк – кайсиева палинка. Голям почитател на напитката е бил английският крал Едуард VIII.[3] Особено популярна е палинката, произведена в град Кечкемет.